# ЦУМ (София)

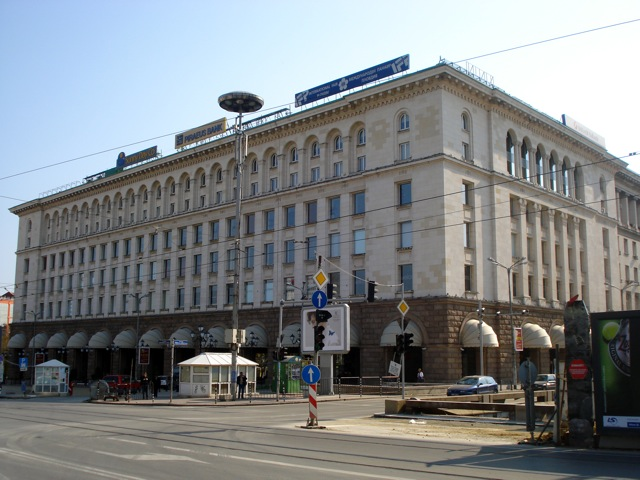

ЦУМ-София (болг. ЦУМ, сокращенно от Централен универсален магазин, Центральный универсальный магазин) — универмаг в центре Софии, столицы Болгарии, официально открытый в 1957 году и расположенный в монументальном здании (части комплекса Ларго) на одном из главных бульваров.
Строительство магазина началось в 1955 году и завершилось в конце 1956 года, когда первые покупатели пришли в ЦУМ. Официально он был открыт в 1957 году. Здание было построено по проекту архитектора Косты Николова и имеет площадь 20,570 м2. К услугам гостей крытый внутренний двор, занимающий центр пяти из семи этажей здания.
ЦУМ прошёл капитальную реконструкцию в 1986 году под руководством архитектора Атанаса Николова. Спустя два года 120 000 человек ежедневно посещали магазин, который продавал 123000 товаров в день. После демократических перемен в 1989 году, магазин оставался государственным до момента продажи в Гонконге менеджеру фонда Regent Pacific Group по цене ДМ 30 млн (около € 15 млн). Regent инвестировал $10,2 млн в 1999—2000 годах на его перепланировку в многофункциональное офисное здание. ЦУМ был преобразован в место для дорогих бутиков, а не магазин для людей, ежедневное количество клиентов падает до 7000. Пловдивский бизнесмен Георгий Гергов приобрел ЦУМ 19 октября 2004 года.
на 2005 год мировые бренды, такие как Лора Эшли, Тимберленд, капитана, Фила, Фред Перри, Адидас, Мехх, булгари, Сваровски, Мисс Сиксти, Найк, Bagatt, Altınbaş и Соловей имели магазины в ЦУМе. Цена аренды является одной из самых высоких в Болгарии, конкурируя только с соседним бульваром Витоша. По словам менеджера Цветомира Гергова, 12 000 человек ежедневно посещали магазин.